# Расиализация

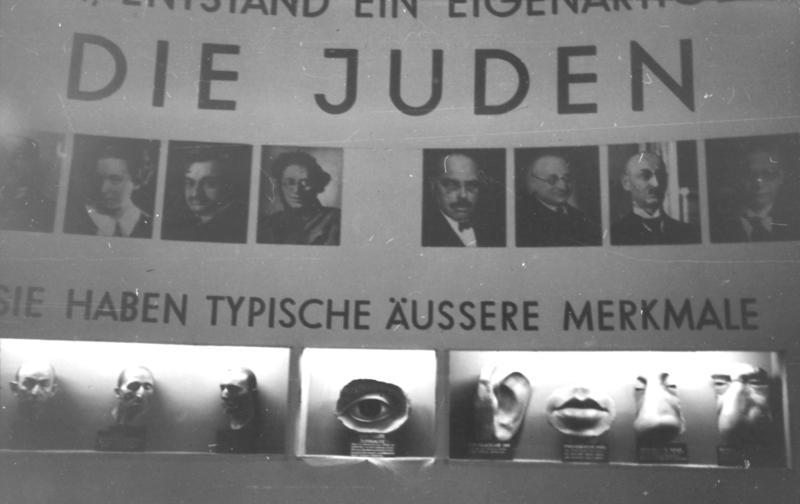
Витрина с нацистской пропагандистской выставки Der ewige Jude («Вечный еврей»), 1937, демонстрирующая «типичные» анатомические особенности, приписываемые евреям

В социологии расиализация понимается как процесс категоризации индивидов, группы или разных групп как относящихся к определённой расе или обладающих «расовыми» качествами или признаками.
Внимание к социальной природе расовых категорий как к объекту исследований связано с достигнутым в западной науке консенсусом об отсутствии расовых групп как биологически обособленных подгрупп человечества. В широком смысле под расиализацией понимается определение чего-либо как имеющего расовую коннотацию. В сообществе с расово-социальной структурой расиализованным (то есть относящимся к той или иной расе) может стать как группа или группы (вне зависимости от их родства) людей, так и практически любая вещь или действие.

## Происхождение термина
Расиализация, дерасиализация и схожие с ними термины начали употребляться в конце XIX – начале XX века, прежде всего в значении «приобретения или потери расовых качеств». В социологии изучение проблемы расиализации во многом связано с работами Майкла Бэнтона и Роберта Майлза, а одно из первых упоминаний расиализации в современном смысле принадлежит Францу Фанону.
Отказ от расовой типологии и переход к рассмотрению расовой категоризации как социального феномена связан в том числе с установившимся в конце XIX века консенсусом, что принятые в современном обществе расовые категории («белые», «чёрные», «азиаты» и др.) не представляют собой биологических групп, а существуют как социально-культурные конструкции, отражающие взгляды и предрассудки, преимущественно возникшие во время эпохи европейского колониализма.

## Расиализация в социологии
С точки зрения исследователей, считающих расы социальными конструктами, именно процесс расиализации приводит к возникновению рас. По мнению этнолога В. А. Шнирельмана, понятие «расиализация» занимает принципиальное место в современных определениях расизма. По словам французского социолога М. Вьевьорки, которые приводит В. А. Шнирельман, «расизм — это воображаемая конструкция, позволяющая придать расиализованной группе биологический облик и эссенциализировать её в такой степени, чтобы её можно было изъять из человеческого рода и, a fortiori, из любых социальных отношений путём либо натурализации, либо демонизации её или того и другого вместе». В числе факторов, играющих главную роль в расиализации, В. А. Шнирельман перечисляет законодательство, государственную политику, в том числе демографический учёт, а также социальные и экономические институты, способствующие дискриминации и сегрегации расиализованных групп.
Ярким примером расиализации может служить расовая политика в ЮАР времён апартеида. В 1950 году в ЮАР был принят Закон о регистрации, согласно которому граждане страны делились на «белых», «смешанных» и «туземцев» («чёрных» африканцев). При этом основанием для причисления к той или иной группе служили не научные определения, а субъективные: прежде всего внешность и общественное мнение. Согласно закону, «белым» считался человек, который «очевидно является белым или признаётся таковым большинством». Люди, которые могли доказать, что их воспринимают как людей другой расы, могли подать прошение об изменении их расовой классификации — основанием в таких случаях служили как биологические факты (цвет кожи, тип волос и т. д.), так и мнение общества, прежде всего «белых». При проведении переписи населения на «белых» переписчиков возлагалось право принимать окончательное решение о расе индивида на основании субъективной оценки. Для определения расы переписчики руководствовались такими критериями, как круг знакомств индивида, языки, на которых он говорит, еда и напитки, которые он потребляет, и даже мебель, стоящая у него в доме, — любая вещь могла расцениваться как «относящаяся к белым» или «относящаяся к туземцам». Настолько гибкое понятие «расы» приводило к таким случаям, как история Сандры Лэйнг — женщины, родившейся в «белой» семье, но категоризованной как «цветная» из-за тёмного цвета кожи. Её семье удалось доказать, что она относится к «белым», однако ей пришлось снова подать прошение об изменении своей расы на «цветную» из-за брака с темнокожим.